# النادي الرياضي الأرمني (إيران)
النادي الرياضي الأرمني في إيران (بالفارسية: کلوب اسپرت ارامنه)، هو النادي الرياضي الذي أسسه الأرمن الإيرانيون، أسس سنة 1922م، وكان مقر النادي في العاصمة الإيرانية طهران، ولعب في فترة الثلاثينيات والأربعينيات من القرن العشرين.